# Liste arabe unie (1996)
Pour les articles homonymes, voir Liste arabe unie.
La Liste arabe unie (plus connue par son sigle en hébreu Ra'am, acronyme hébreu de Reshima Aravit Me'uchedet : רשימה ערבית מאוחדת) est un des partis ethniques de la minorité arabe en Israël.
La Liste arabe unie est fondée en 1996 par l'union du Parti démocratique arabe (Hezb al-Democraty al-Arabi / Miflaga Democratit Aravit, créé en 1988) d'Abdel Wahab Darawshe (ancien député du Parti travailliste israélien) et d'éléments en provenance de la branche Sud du Mouvement islamique et du Front d'unité nationale.
Son électorat est principalement composé d'Arabes israéliens religieux ou nationalistes, et jouit d'un soutien tout particulier parmi les Bédouins. Le Mouvement islamique est également actif pour la mobilisation des électeurs dans les villes et villages arabes pauvres, ainsi que dans les campements bédouins.
Le président du parti, Mansour Abbas, se sépare en 2021 de la Liste unifiée, refusant de soutenir l'orientation de gauche et anti-Nétanyahou de celle-ci. Mansour Abbas se rapproche de Nétanyahou, avec qui il envisage même une alliance, espérant obtenir des concessions pour les Arabes israéliens mais finalement, c'est avec Naftali Bennett qu'il s'allie obtenant ainsi une place au gouvernement investi en juin 2021.

## Idéologie
Ce parti soutient l'option des deux États pour la résolution du conflit israélo-palestinien, avec Jérusalem-Est comme capitale de la Palestine et exige, sur le plan intérieur, une totale égalité sociale, économique et politique entre les différentes composantes de la population israélienne[réf. nécessaire]. Après les élections législatives de mars 2021 où le parti obtient quatre sièges, le parti est courtisé par le Premier ministre Benjamin Netanyahou mais s’en tient à sa charte fondamentale, qui interdit toute allégeance à Israël et considère le sionisme comme un « projet raciste et d’occupation ».
Finalement, Mansour Abbas entre au gouvernement israélien, devenant ministre délégué aux Affaires arabes. Il déclare en décembre 2021 : « Israël est né en tant qu’État juif. Et c’était la décision du peuple juif, d’établir un État juif. La question n’est pas de savoir quelle est l’identité de l’État. C’est ainsi que l’État est né, et c’est ainsi qu’il restera. [...] C’est la réalité. La question n’est pas de savoir quelle sera l’identité de l’État, mais quel sera le statut des citoyens arabes dans cet État ».

## Résultats électoraux
| Année   | Chef de file        | Voix                        | %                           | Rang                        | Sièges  | Gouvernement        |
| ------- | ------------------- | --------------------------- | --------------------------- | --------------------------- | ------- | ------------------- |
| 1996    | Abdulmalik Dehamshe | 89 514                      | 2,93                        | 10e                         | 2 / 120 | Opposition          |
| 1999    | Abdulmalik Dehamshe | 114 810                     | 3,49                        | 10e                         | 3 / 120 | Opposition          |
| 2003    | Abdulmalik Dehamshe | 65 551                      | 2,08                        | 13e                         | 1 / 120 | Opposition          |
| 2006    | Ibrahim Sarsur      | 94 786                      | 3,02                        | 10e                         | 2 / 120 | Opposition          |
| 2009    | Ibrahim Sarsur      | 113 954                     | 3,38                        | 7e                          | 2 / 120 | Opposition          |
| 2013    | Ibrahim Sarsur      | 138 450                     | 3,65                        | 9e                          | 3 / 120 | Opposition          |
| 2015    | Masud Ghnaim        | Au sein de la Liste unifiée | Au sein de la Liste unifiée | Au sein de la Liste unifiée | 4 / 120 | Opposition          |
| 04/2019 | Mansour Abbas       | 143 666                     | 3,31                        | 11e                         | 2 / 120 | Pas de gouvernement |
| 09/2019 | Mansour Abbas       | Au sein de la Liste unifiée | Au sein de la Liste unifiée | Au sein de la Liste unifiée | 3 / 120 | Pas de gouvernement |
| 2020    | Mansour Abbas       | Au sein de la Liste unifiée | Au sein de la Liste unifiée | Au sein de la Liste unifiée | 4 / 120 | Opposition          |
| 2021    | Mansour Abbas       | 167 064                     | 3,79                        | 13e                         | 4 / 120 | Bennett-Lapid       |
| 2022    | Mansour Abbas       | 194 047                     | 4,07                        | 8e                          | 5 / 120 | Opposition          |

## Élus à laKnesset

### Anciens membres de la Knesset
- Abdulmalik Dehamshe
- Taleb el-Sana
- Muhamad Kanan
- Tawfik Khatib
- Hashem Mahameed
- Mazen Ghnaim
- Said al-Harumi

### 25eKnesset (depuis 2022)
- Mansour Abbas
- Walid Taha
- Walid al-Hawalsha
- Iman Khatib-Yasin
- Yasser Hajirat